# Gibi (revista em quadrinhos)
Gibi, originalmente, foi o título de uma em revista em quadrinhos brasileira lançada em 1939, publicada pelo grupo Globo. O termo gibi significava "moleque" ou "negrinho", porém, com sua popularização, tornou-se sinônimo de "revista em quadrinhos" no Brasil  (também conhecido como "revista de banda desenhada" em Portugal). Esse fenômeno gramatical é conhecido por metonímia.
A revista tinha formato em tabloide, eram reproduzidas em papel-jornal, com 32 páginas e custavam 300 réis. A primeira série da revista foi até o número 1739, em 31 de maio de 1950.

## História
Adolfo Aizen visitou os Estados Unidos em 1931 e voltou com a ideia de implementar suplementos infantis no jornal O Globo. Inicialmente, seu projeto foi recusado. O empresário Roberto Marinho avaliou que a ideia era de alto risco financeiro. Aizen então buscou outra parceria e, em 1934, lançou o Suplemento Infantil pela editora do jornal A Nação. As vendas do jornal triplicavam nos dias de veiculação do caderno especial de Aizen.
O Grupo Globo criou em 1937 O Globo Juvenil. Dois anos depois, em 12 de abril de 1939, a revista Gibi foi lançada com o intuito de rivalizar com outras revistas da editora criada por Adolfo Aizen, O Guri e a Mirim. Roberto Marinho assinou um contrato de exclusividade com a King Features Syndicate e os quadrinhos que antes saíam no suplemento da concorrência migraram para as publicações do grupo Globo.
O sucesso de vendas e o preço baixo fez com que a revista tivesse três edições por dia e ganhasse uma revista variante, chamada Gibi Mensal.
A primeira série da revista, a Gibi, foi até o número 1739, em 31 de maio de 1950.
A Gibi Mensal circulou de 1941 a 1963, com 271 números; e a Gibi Semanal, de 1974 a 1975, com 40 edições. Em 1975 foi lançado o Gibi Especial que teve 8 números. O Almanaque do Gibi Nostalgia durou 6 edições entre 1975 e 1977. Uma coletânea foi criada em 1980, em Gibi de Ouro – Os Clássicos dos Quadrinhos, com 6 edições.
Em outubro de 1993, a Editora Globo lançou outra revista com um título homônimo. A editora publicava periodicamente alguma revista com o título para não perder os direitos sobre ele.

## Características
O Gibi teve originalmente em suas páginas tiras diárias e pranchas dominicais. Eram revistas de coletâneas contendo Charlie Chan, Brucutu, Ferdinando (Família Buscapé) e vários outros personagens das histórias em quadrinhos.
Embora o foco fosse as histórias em quadrinhos, a revista dedicava algumas páginas para contos, curiosidades, fatos históricos e pequenas reportagens. Todo o conteúdo da revista era de personagens e autores norte-americanos, agenciados e distribuídos por syndicates que detinham os direitos de licenciamento.